# Yves Lagane
Pour les articles homonymes, voir Lagane.
Yves Marie René Lagane est un marin français. Officier de marine, il termine sa carrière comme vice-amiral d'escadre. Il est ensuite président de la SNSM puis du Yacht Club de France.

## Biographie

### Professionnelle
Entre à l'École navale en 1967 et auditeur de l'Institut des hautes études de défense nationale, il a été, au terme de sa carrière d'officier, préfet maritime de Cherbourg. Au terme de trente années de services militaires, il parvient au grade de vice-amiral d'escadre.
En 2003, il quitte la marine pour s'engager dans la prévention et la sûreté maritime. De 2005 à 2013, il est président de la Société nationale de sauvetage en mer (SNSM) .
En 2013, il est élu président du Yacht Club de France.

### Personnelle
Il épouse Laurence Bureau, dont il a quatre enfants :
- Sophie (1982)
- Guillaume (1983)
- Olivier (1985)
- Louis-Henri (1996)

## Distinction
- Commandeur de la Légion d'honneur 14 avril 2017[4]
  -  Officier de la Légion d'honneur (1999)
  -  Chevalier de la Légion d'honneur (1990)
- Commandeur de l'ordre national du Mérite (2002)
  -  Officier de l'ordre national du Mérite (1993)
- Médaille d'Outre-Mer
- Médaille de la Défense nationale, échelon bronze